# المواد البيئية السامة ونمو الأجنة
المواد البيئية السامة ونمو الأجنة هو تأثير المواد السامة المختلفة من البيئة على نمو الجنين. تتناول هذه المقالة الآثار الضارة المحتملة للمواد البيئية السامة على تطور ما قبل الولادة لكل من المضغة والجنين، وكذلك مضاعفات الحمل. تكون المضغة البشرية أو الجنين معرضاً نسبيا للتأثر بالظروف الضارة في بيئة الأم. غالبًا ما تتسبب ظروف الجنين المتدنية بدرجات متفاوتة من التأخر في النمو الجسدي والعقلي، للطفل النامي. على الرغم من أن بعض المتغيرات تحدث نتيجة للظروف الوراثية المتعلقة بالأب، إلا أن الكثير منها يتم إحضاره مباشرة من السموم البيئية التي تتعرض لها الأم.
تشكل سموم مختلفة خطرا كبيرا على الأجنة أثناء النمو. وجدت دراسة أجريت عام 2011 أن جميع النساء الحوامل في الولايات المتحدة تقريباً يحملن مواد كيميائية متعددة، بما في ذلك بعض المواد المحظورة منذ سبعينيات القرن الماضي، في أجسادهن. اكتشف الباحثون مركبات ثنائي الفينيل متعدد الكلور، ومبيدات الآفات الكلورية العضوية، والمركبات المشبعة بالفلور، والفينولات، وإيثرات ثنائي الفينيل متعدد البروم، وفثالات، وهيدروكربونات عطرية متعددة الحلقات، وبيركلورات الإيثر ثنائي الفينيل متعدد البروم، وهي مركبات تستخدم كمثبطات للهب، ومركبات إيثان ثلاثي كلور ثنائي فينيل ثنائي الكلور (DDT)، وهو مبيد للآفات تم حظره عام 1972 في الولايات المتحدة الأمريكية، في أجساد 99 إلى 100 في المئة من النساء الحوامل التي اختبروها. تم تحديد ثنائي الفينول متعدد الكربونات (BPA) A   في 96 في المئة من النساء اللاتي شملهن الاستطلاع. كانت العديد من المواد الكيميائية في نفس التركيزات التي ارتبطت بآثار سلبية على الأطفال من دراسات أخرى، ويعتقد أن التعرض للمواد الكيميائية المتعددة يمكن أن يكون له تأثير أكبر من التعرض لمادة واحدة فقط.

## التأثيرات
يمكن وصف المواد السامة البيئية بشكل منفصل بما لها من آثار، مثل التشوهات الهيكلية، أو تغير النمو، أو نقص في القدرات الوظيفية، أو الأورام الخلقية، أو حتى وفاة الجنين.

### الولادة المبكرة
يولد واحد من كل عشرة أطفال في الولايات المتحدة قبل الأوان وحوالي 5% لديهم وزن ولادة منخفض. تعتبر الولادة المبكرة، وتعرف بالولادة قبل أقل من 37 أسبوعا من من الحمل، هي السبب الرئيسي لوفيات الرضع خلال فترة الطفولة. تم الربط بين التعرض للسموم البيئية مثل الرصاص، التبغ، ال(DDT) دي.تي.تي وزيادة مخاطر الإجهاض التلقائي، وانخفاض الوزن عند الولادة، أو الولادة المبكرة.

### التشوهات البنيوية الخلقية
يمكن تسمية المواد السامة القادرة على إحداث تشوهات بنيوية خلقية بالماسخات. وهي عوامل خارجية عن المضغة أو الجنين تحدث آثارا مؤذية تؤدي إلى زيادة احتمالية وجود تشوهات، أو سرطانات، أو طفرات، أو تغير في الوظائف، أو إعاقة للنمو، أو خسارة الحمل. تنقسم الماسخات إلى أربع أقسام:
- العقاقير والمواد الكيميائية. بالإضافة إلى المواد الكيميائية البيئية، تشمل هذه الفئة أيضًا الأدوية الترفيهية والدوائية في الحمل.
- الإصابات(العدوى) المنقولة عموديا.
- الإشعاع، مثل الأشعة السينية.
- القوى الميكانيكية، مثل قلة السائل السلويّ.

تؤثر الماسخات على الجنين بمختلف الآليات بما في ذلك:
- التدخل في معدل انقسام الخلية، مثل العدوى الفيروسية والتأين.
- تغيير مسارات البناء الحيوي، كما يرى في تشوهات الكروموسوم.
- تفاعلات شاذة بين الخلايا أو الأنسجة كما يرى في مرض السكري.

- حد التفاعل بين الجينات مع الماسخات البيئية.

### اضطراب النمو العصبي.
آثار التلوث على الجبلة العصبية يمكن أن تؤدي إلى اضطرابات النمو العصبية.
ترتبط العديد من حالات التوحد بمواقع جغرافية معينة، مما يعني أن شيئًا ما في البيئة يكمل النمط الوراثي المعرَّض للخطر لتسبب مرض التوحد في الأفراد الأكثر عرضة. مع ذلك، فهذه النتائج المتعلقة بالتوحد مثيرة للجدل حيث يعتقد الكثير من الباحثين أن زيادة معدلات الإصابة في مناطق معينة هي نتيجة لطرق أكثر دقة للفحص والتشخيص، ولا ترجع إلى أي نوع من العوامل البيئية.

## المواد السامة وآثارها
المواد التي ثبت أنها ضارة بشكل خاص هي الرصاص (الذي تم تخزينه في عظام الأم)، ودخان السجائر، والكحول، والزئبق (مادة سامة عصبية تستهلك من خلال الأسماك)، وثاني أكسيد الكربون، والإشعاع المؤين.

### الكحول
قد يؤدي تناول الكحول أثناء الحمل إلى مجموعة من الاضطرابات المعروفة باسم اضطرابات طيف الكحول الجنينية. أخطر هذه الأعراض هو متلازمة الجنين الكحولي.

### دخان التبغ
قد يواجه الجنين المتعرض لدخان التبغ قبل الولادة مجموعة واسعة من الصعوبات السلوكية، والعصبية، والجسدية. تشمل التأثيرات الضارة الإملاص، تمزق المشيمة، الخداج (الولادة المبكرة)، انخفاض الوزن عند الولادة، عيوب الولادة الجسدية (الحنك المشقوق إلخ)، انخفاض في وظائف الرئة، زيادة خطر وفيات الرضع.

### الزئبق
عنصر الزئبق وميثيل الزئبق شكلان للزئبق قد يسببا مخاطر التسمم بالزئبق أثناء الحمل. ميثيل الزئبق، ملوِث المأكولات البحرية وأسماك المياه العذبة في جميع أنحاء العالم، معروف بإنتاجه آثاراً ضارة على الجهاز العصبي، وخاصة أثناء نمو الدماغ. يعتبر تناول الأسماك هو المصدر الرئيسي للتعرض للزئبق لدى البشر وقد تحتوي بعض الأسماك على كمية كافية من الزئبق لإلحاق الضرر بالجهاز العصبي النامي للمضغة أو الجنين، مما يؤدي في بعض الأحيان إلى إعاقات في التعلم.
يوجد الزئبق في أنواع كثيرة من الأسماك، ولكنه غالبا ما يوجد في بعض الأسماك الكبيرة. حدثت إحدى الحالات الموثقة جيدًا عن تناول الزئبق على نطاق واسع وما تلاه من مضاعفات على نمو الأجنة في خمسينيات القرن العشرين في خليج ميناماتا باليابان. تم تصريف ميثيل الزئبق المستخدم من قبل وحدة صناعية قريبة لصناعة البلاستيك في مياه خليج ميناماتا، حيث استمر في تناوله بانتظام العديد من القرويين الذين يستخدمون الأسماك التي تعيش في الخليج كعنصر غذائي أساسي. بعد ذلك بقليل، بدأ العديد من السكان ممن استهلكوا اللحوم المحملة بالزئبق يعانون آثاراً سلبية من تناول السم. ومع ذلك، أثر الزئبق بشكل خاص على النساء الحوامل وأجنتهن، مما أدى إلى ارتفاع معدل الإجهاض. كان للرضع الناجين الذين تعرضوا للزئبق داخل الرحم معدلات مرتفعة للغاية من العاهات الجسدية والعقلية، وكذلك التشوهات الجسدية الناجمة عن التعرض في الرحم خلال المراحل الرئيسية للنمو البدني للجنين. تنصح إدارة الغذاء والدواء الأمريكية ووكالة حماية البيئة النساء الحوامل بعدم تناول سمك أبو سيف، وسمك القرش، وسمك الإسقمري، واسمك أبو صندوق  والحد من استهلاك تونة البكورة (التونة البيضاء) إلى 6 أوقيات أو أقل في الأسبوع.
يفترض أن ارتفاع مستويات الزئبق في الأطفال حديثي الولادة في غزة ينشأ من أسلحة الحرب. 
إن التعرض للزئبق أثناء الحمل قد يسبب أيضًا عيوبًا في الأطراف.

### الرصاص
تشمل الآثار الضارة للتعرض للرصاص في الحمل الإجهاض، وانخفاض الوزن عند الولادة، والتأخرات العصبية، وفقر الدم، واعتلال الدماغ، والشلل، والعمى.
يكون نمو الجهاز العصبي للجنين بالأخص عرضة للتسمم بالرصاص. لوحظ تسمم عصبي لدى أطفال النساء المعرضات نتيجة لقدرة الرصاص على عبور حاجز المشيمة. ويعتبر انطلاق بعض الرصاص المتراكم في العظام في الدم أثناء الحمل مصدر قلق خاص للحوامل. قدمت العديد من الدراسات دليلًا على أنه حتى تعرض الأم المنخفض للرصاص يؤدي إلى حدوث عجز فكري وسلوكي لدى الأطفال.

### الديوكسين
يبقى الديوكسين والمركبات الشبيهة به في الهواء لفترة طويلة وينتشر على نطاق واسع، لذا فلدى كل الناس بعضا من الديوكسين في أجسادهم. ارتبط التعرض داخل الرحم للديوكسين والمركبات الشبيهة بالديوكسين بتغيرات تطورية خفية على الجنين. تشمل التأثيرات على الطفل لاحقًا في الحياة تغييرات في وظائف الكبد، ومستويات هرمون الغدة الدرقية، ومستويات خلايا الدم البيضاء، وانخفاض الأداء في اختبارات التعلم والذكاء.

### تلوث الهواء
يمكن لتلوث الهواء أن يؤثر سلبا على الحمل مؤديا إلى معدلات أعلى من الولادات المبكرة، وإعاقة النمو، ومشاكل القلب والرئتين بين الرضع.
قد تتسبب مركبات مثل أول أكسيد الكربون، وثاني أكسيد الكبريت، وثاني أكسيد النيتروجين في ضرر بالغ إذا استنشقتها الأم الحامل. حيث وجد ارتباط بين كلٍ من انخفاض وزن الولادة، والولادة المبكرة، وإعاقة النمو داخل الرحم، والتشوهات الخلقية وتعرض الجنين لتلوث الهواء. وبرغم أن التلوث يمكن رصده تقريبا في كل مكان، فإن هناك مصادر محددة معروفة بإطلاقها للمواد السامة ويجب أن يتجنبها إن أمكن هؤلاء الذين يرغبون أن يظلوا متخلصين نسبيا من المواد السامة. تتضمن هذه المواد ولا تنحصر على: مصانع الصلب، ومحطات معالجة النفايات / المياه، ومحارق المجاري، ومحطات تصنيع السيارات، ومصافي النفط، ومحطات تصنيع المواد الكيميائية.
يمكن للسيطرة على تلوث الهواء أن تكون صعبة، على سبيل المثال، في لوس أنجلوس، وضعت لوائح للتحكم في التلوث، بوضع بعض القوانين على الانبعاثات الصناعية والمركبية. أجريت تحسينات لتلبية هذه اللوائح. وبرغم هذه التحسينات، مازالت المنطقة لا تفي بالمعايير الفيدرالية للأوزون والجسيمات الدقيقة. ما يقرب من 150,000 ولادة تحدث كل عام في لوس أنجلوس. وبالتالي، فإن أي آثار لتلوث الهواء على النمو البشري داخل الرحم تشكل مصدر قلق كبير لأولئك الذين يعيشون في هذه المنطقة.
تتكون الجسيمات الدقيقة من مزيج من المواد الملوِثة التي تبقى في الهواء، والتي تختلف باختلاف المنطقة. وهذه الجسيمات الصغيرة جدا، تتراوح أقطارها بين 10 ميكرومتر أو أقل و2.5 ميكرومتر أو أقل، يمكنها بسهوله الدخول إلى الرئتين. حيث أظهرت الجسيمات الدقيقة ارتباطا بالمراض والوفيات التنفسية القلبية الحادة. كما أظهر النمو داخل الرحم تأثراً بالجسيمات الدقيقة، أدى إلى نتائج غير صحية على نمو الأجنة مثل نمو الجنين الضعيف أو البطيء، وزيادة اعتلال الأجنة ووفياتهم. وجدت دراسة من عام 2012 أن التعرضات للجسيمات الدقيقة ال 2.5 تختلف باختلاف العرق/الإثنية، العمر، وكذلك الحالة الاجتماعية والاقتصادية، مما يؤدي إلى تعرض بعض السكان لنتائج صحية سلبية أكبر بسبب التلوث البيئي، وخاصة فيما يتعلق بالجسيمات الدقيقة.